# Chiesa di San Nicola dei Caserti
La chiesa di San Nicola dei Caserti sorge a Napoli, in via San Nicola dei Caserti.

## Storia e descrizione
Venne fondata nel XIII secolo dalla nobildonna Purinella Sicola, nel corso dei secoli venne ceduta alle Monache di San Sebastiano e nel 1636 ai Preti della Dottrina Cristiana, che rimaneggiarono l'edificio in stile barocco.
Tuttavia, durante la seconda guerra mondiale l'edificio fu gravemente danneggiato.
La facciata, che ancora porta i segni delle distruzioni belliche, presenta frammenti di portali inglobati nella fabbrica ed una parte di un portale è posto sulla sinistra di quello principale.
L'interno, a navata unica con cappelle, è coperto da una volta con cupola; nell'edificio erano conservate opere di notevole valore artistico.
La chiesa è chiusa al pubblico ed è inaccessibile; nel 1999 è stato realizzato un restauro di consolidamento dell'edificio.